# 通肯河
通肯河位于中华人民共和国黑龙江省中部的一条河流，是呼兰河右岸支流，是海伦市、北安市、拜泉县、明水县、青冈县、望奎县6县市的界河，发源于海伦市东北与北安市交界处的布伦山的五岳山，向西流经北安市通北镇新风村后逐渐转向西南流，经海伦市与拜泉县、明水县、青冈县与望奎县与青冈县之间交界地带，最后于望奎县与青冈县、兰西县交界处汇入呼兰河。河流全长378千米，流域面积10583平方千米，河道平均比降0.5‰，年均径流量7.8亿立方米。通肯河流域地处小兴安岭西南麓的山前冲积、洪积台地区。流域内农业发达，是中国重要的商品粮生产基地。上游干流上建有青石岭水库。